# Лівермор (Айова)
Лівермор (англ. Livermore) — місто (англ. city) в США, в окрузі Гумбольдт штату Айова. Населення — 381 особа (2020).

## Географія
Лівермор розташований за координатами 42°52′5″ пн. ш. 94°11′3″ зх. д. / 42.86806° пн. ш. 94.18417° зх. д. (42.868031, -94.184041).  За даними Бюро перепису населення США в 2010 році місто мало площу 1,81 км², уся площа — суходіл.

### Клімат
| Клімат : Лівермор       | Клімат : Лівермор | Клімат : Лівермор | Клімат : Лівермор | Клімат : Лівермор | Клімат : Лівермор | Клімат : Лівермор | Клімат : Лівермор | Клімат : Лівермор | Клімат : Лівермор | Клімат : Лівермор | Клімат : Лівермор | Клімат : Лівермор | Клімат : Лівермор |
| Показник                | Січ.              | Лют.              | Бер.              | Квіт.             | Трав.             | Черв.             | Лип.              | Серп.             | Вер.              | Жовт.             | Лист.             | Груд.             | Рік               |
| Абсолютний максимум, °C | 17,2              | 19,4              | 30,6              | 35,0              | 36,7              | 40,0              | 38,9              | 37,8              | 36,7              | 35,0              | −7,2              | 18,3              | 40,0              |
| Середній максимум, °C   | −3,9              | −0,6              | 6,7               | 15,0              | 22,2              | 27,2              | 28,9              | 27,2              | 23,3              | 16,7              | 6,1               | −1,7              | 14,0              |
| Середній мінімум, °C    | −13,9             | −10               | −3,9              | 2,8               | 9,4               | 14,4              | 16,7              | 15,6              | 10,0              | 3,3               | −3,9              | −11,1             | 2,5               |
| Абсолютний мінімум, °C  | −36,1             | −35               | −30               | −14,4             | −3,9              | 1,1               | 5,0               | 2,8               | −3,9              | −10               | −25,6             | −32,2             | −36,1             |
| Норма опадів, мм        | 22                | 20                | 55                | 83                | 99                | 122               | 109               | 105               | 75                | 58                | 44                | 27                | 819               |
| Днів з опадами          | 2,5               | 3,0               | 4,1               | 5,6               | 6,8               | 7,3               | 5,7               | 6,6               | 5,6               | 3,5               | 2,8               | 2,8               | 56,3              |
| ----------------------- | ----------------- | ----------------- | ----------------- | ----------------- | ----------------- | ----------------- | ----------------- | ----------------- | ----------------- | ----------------- | ----------------- | ----------------- | ----------------- |
| Джерело: Weatherbase    |                   |                   |                   |                   |                   |                   |                   |                   |                   |                   |                   |                   |                   |

## Демографія
Згідно з переписом 2010 року, у місті мешкали 384 особи в 164 домогосподарствах у складі 106 родин. Густота населення становила 212 особи/км².  Було 197 помешкань (109/км²).
Расовий склад населення:
| - 96,9 % — білих - 0,5 % — чорних або афроамериканців - 0,3 % — корінних американців - 1,0 % — осіб інших рас |

До двох чи більше рас належало 1,3 %. Частка іспаномовних становила 2,3 % від усіх жителів.
За віковим діапазоном населення розподілялося таким чином: 24,5 % — особи молодші 18 років, 59,6 % — особи у віці 18—64 років, 15,9 % — особи у віці 65 років та старші. Медіана віку мешканця становила 41,0 року. На 100 осіб жіночої статі у місті припадало 99,0 чоловіків;  на 100 жінок у віці від 18 років та старших — 108,6 чоловіків також старших 18 років.
Середній дохід на одне домашнє господарство  становив 64 060 доларів США (медіана — 54 500), а середній дохід на одну сім'ю — 71 849 доларів (медіана — 58 056). Медіана доходів становила 36 827 доларів для чоловіків та 31 154 долари для жінок. За межею бідності перебувало 13,7 % осіб, у тому числі 21,6 % дітей у віці до 18 років та 15,3 % осіб у віці 65 років та старших.
Цивільне працевлаштоване населення становило 237 осіб. Основні галузі зайнятості: виробництво — 30,0 %, освіта, охорона здоров'я та соціальна допомога — 14,8 %, роздрібна торгівля — 10,5 %, будівництво — 8,9 %.